# Музичка школа „Јован Бандур” Панчево
Музичка школа „Јован Бандур” је једна од најстаријих музичких школа у Србији. Налази се у улици Војводе Живојина Мишића 3, у Панчеву. Име је добила по Јовану Бандуру, српском композитору, који је у почетку радио као диригент Првог српског црквеног певачког друштва и наставник музике у Гимназији у Панчеву.

## Историјат
Плакат којим се саопштило грађанству да тадашњи музички течај почиње да ради је објављен 10. септембра 1949. године. Школа је представљала прву музичко-педагошку установу у Панчеву.
Крајем 1950. године музички течај је претворен у Нижу музичку школу, која је имала одсеке за клавир, виолину и виолончело, као и двогодишњи течај за соло певање, дувачке инструменте, контрабас и харфу. Након тридесет и пет година рада, школске 1985—86. године, отвара се и средња музичка школа, која младима омогућава да се даље усавршавају. Садашњи назив школа носи од 1960. године.
Од 2020. oтворено је и издвојено одељење основне музичке школе у Банатском Новом Селу, где ученици имају прилику да се упишу на гитару, хармонику, виолину и тамбуру, а планира се и увођење нових инструмената кao и отварање нових издвојених одељења.

## Смерови
Подручје рада: Култура, уметност и јавно информисање
Тренутно поседује следеће образовне профиле:
- Извођач класичне музике 
  - Музички сарадник теоретичар — четворогодишње образовање
  - Дизајнер звука

## Догађаји
Догађаји музичке школе „Јован Бандур”:
- Међународно такмичење младих талената „Мита Топаловић”[4]
- Такмичење „Макса Попов”[5]